# Бесобой
«Бесобо́й» — серия комиксов, созданная издательством Bubble Comics и публиковавшаяся в период с 2012 по 2021 год. Первые 50 выпусков издавались в период с 1 октября 2012 по 24 декабря 2016. «Бесобой Vol.2», с обновлённой в рамках инициативы «Второе дыхание» нумерацией и новым логотипом, выпускался с 20 января 2017 по 16 мая 2021. Так же, как и оригинальный «Бесобой», содержит в себе 50 выпусков.
Действие комикса происходит главным образом в Москве. Главный герой серии — борец с демонами Данила Бесобой. Бесобой охотится на демонов, заполнивших Москву из-за начавшейся в Аду войны после свержения Сатаны с трона. Он убивает их, а прахом заполняет свои песочные часы, продлевающие ему жизнь. Главное оружие Данилы — татуировки из крови Сатаны, сделанные мастером по прозвищу Чёрный Пёс (настоящее имя — Алексей Рыков). Напарником Бесобоя становится бес по имени Шмыг, перебежчик из Ада.
В целом комикс получил хорошие отзывы от профильной прессы; при этом «Бесобой Vol.2» получил более высокую оценку, чем оригинальный «Бесобой». Обозреватели хвалили тщательно проработанный мир серии, в частности, хорошо продуманное устройство Ада, а также красивый рисунок. Создатели комикса в различных интервью не раз говорили о своём желании его экранизировать в качестве мультсериала. В фильме «Майор Гром: Чумной Доктор» присутствует отсылка к этому комиксу: в одном из эпизодов там упоминается некий «киллер с крысой» — такое прозвище спецслужбы в комиксе дали Бесобою, что рассматривается как задел на киноадаптацию комикса в рамках потенциальной киновселенной Bubble.

## Сюжет

### Сеттинг
События разворачиваются преимущественно в Москве, а также в Аду, городе демонов Цафуране, и в Лимбе, паутине, созданной из тела Часового (Антихриста). Без Ада мироздание существовать не может; управляется Ад тем, кто сидит на его троне. До событий комикса Преисподней правил Сатана, который позже сошёл с ума и потому был свержен, что и привело к гражданской войне среди демонов и их массовому проникновению в мир людей. Демоны живут также в Цафуране, где селятся те, кто бежал от войны в Аду. Цафуран находится в измерении, параллельном Москве.
Демоны, живущие в Аду, делятся на легионы, всего таких легионов тринадцать. В комиксе наиболее активно фигурируют четыре: даштары (воины), визары (маги), бретёры (бойцы арены и бывшая стража Сатаны) и нархоны (демоны, поклонявшиеся живому камню Вальгиру). Демоны условно бессмертны — убить их можно, но каждый раз они оживают в месте, названном Ямой, а тот, кто выбирается из Ямы, снова считается живым. Все они — и падшие ангелы, и те, кто находился в Аду до восстания Сатаны, живут в Дите, городе, который Сатана создал после своего падения, видоизменив небольшую часть мироздания. Дит, и, соответственно, Ад, находятся на последней струне вселенной и поддерживают её существование.

### История

#### Бесобой
История начинается с того, что главный герой серии, Данила Бесобой, пытается выйти на поставщика демонического наркотика «Врата Ада» (сюжеты «Имя ему Бесобой» и «Лицо Зверя»). В процессе расследования он убивает бизнесмена Александра Зеленина и обретает себе врага в лице сына Александра — Виктора. События продолжаются в кроссовере «Инок против Бесобоя». Андрей Радов, главный герой серии комиксов «Инок», был обманут чернокнижником Магистром, который убедил Андрея в том, что в смерти его деда повинен Бесобой. Радов решает отомстить Даниле за деда, но впоследствии убеждается, что Данила ни в чём не виноват. Вместе Инок и Бесобой расстраивают планы Магистра по воскрешению инквизитора Генрикуса Инститора.
Виктор Зеленин заключает договор с Баффортом Ракшором, лидером одного из легионов Ада (Визаров), согласно которому они собираются вместе напасть на Рай, в результате чего Зеленин получит власть над миром, а Баффорт — трон Бога (сюжет «Три сестры»). Бесобой пытается этому помешать и почти проигрывает, однако катастрофу предотвращает Сатана, заключённый в его сознании. Он берёт под контроль Данилу и убивает демонов Баффорта Ракшора и людей Зеленина. Узнав о произошедшем, Совет Равновесия (объединение могущественных магов, которые следят за соблюдением баланса сил в мире) приказывает Чёрному Псу запечатать Сатану в сознании Бесобоя. Он подчиняется и устанавливает замок, однако делает это неправильно. Татуировки Данилы после этого исчезают, а песок в его часах начинает заканчиваться.
Ключник Лимба Сиерго обеспокоен тем, что Паутина, в которой он обитает, скоро может развалиться. Часовой, из тела которого создан Лимб, собирается освободиться, использовав для этого Бесобоя. Поэтому Сиерго приказывает своему слуге, ночному кошмару Балору, проникнуть в разум Данилы и остановить его, но Балору это не удаётся (сюжет «Балор»). Ярх Смертоносный, лидер легиона Бретёров, отправляет демонов Руга и Нэтча убить Баффорта Ракшора (сюжет «Метро»). Руг и Нэтч собираются использовать для этого бездомную девушку Яну, которая является «курьером» (демоны могут вселяться в неё без её разрешения), однако, вследствие столкновения с Баффортом, а также со Шмыгом и Бесобоем в метро, попадают в Лимб и там проигрывают. Сиерго посылает Руга и Нэтча убить Бесобоя. Снова оказавшись в метро, Баффорт Ракшор заставляет Бесобоя активировать аппарат с надписью «Часовой». Шмыгу удаётся позвать на помощь Чёрного Пса, который переносит его, Данилу и Яну в свой дом. Часовой освобождается и обретает тело, а Ярх объявляет себя новым хозяином Паутины. Балор выбирается из тела Данилы и переселяется в пробегавшую мимо крысу, а затем — в кота, которого подбирает Яна. Антихрист отправляется в Ад с целью развязать там войну.
Чёрный Пёс решает помочь Даниле избавиться от зависимости от демонического песка (сюжет «Стая»). В этом им соглашается помочь Королева Гнили, ведьма и давняя знакомая Алексея. Она отправляет Бесобоя к стае оборотней, чтобы те научили его справляться с влиянием Сатаны. Однако стая уже давно находится под влиянием Свартжели, дочери бога-ворона Кутха. Стая ополчается против Данилы и Чёрного Пса, и на помощь Бесобою снова приходит Сатана, которого так и не удалось взять под контроль; в результате, однако, Данила перестаёт нуждаться в песке. Свартжель, проиграв, скрывается, но лишь на время. События продолжаются в кроссовере «Время Ворона», где герои борются против воскрешённого Свартжелью Кутха, решившего поработить землю.
Яна остаётся в доме Чёрного Пса вместе с Балором (сюжет «Жертвы обстоятельств»). Балор вселяется в Яну и убивает Руга и Нэтча, напавших на неё. Кошмар решает, что в теле Яны он будет находиться в относительной безопасности и сможет питаться страхами демонов, нападающих на девушку. Антихрист добирается до Ада и попадает в город Дит. Там он освобождает заточённых в камень суккуба Лилит и ангела, который её сразил. Втроём они захватывают цитадель, в которой находится трон Сатаны. Антихрист решает найти кого-нибудь, чтобы посадить на этот трон вместо себя — дело в том, что любой, кто сидит на троне Ада, сходит с ума.
Яна обнаруживает в своём сознании Балора. Кошмар пытается договориться с девушкой, убеждая, что он может быть ей полезен, и соглашается обучить Яну некоторым заклинаниям. Чёрный Пёс узнаёт у Сатаны, что тот хочет использовать Данилу, чтобы свергнуть Антихриста и вернуть себе трон. Также Сатана рассказывает ему, что после сошествия в Ад Христа, в Аду больше нет никаких душ, в том числе душ членов семьи Данилы. Антихрист натравливает на Бесобоя Ярха и его бретёров, а также узнаёт у Баффорта Ракшора имя того, кто организовал заговор против Сатаны (сюжет «Гончие Ада»). Им оказывается ангел Семиаза, который оправдывает свои действия желанием сохранить мироздание.
Данила приезжает в Цхинвал (сюжет «Чъреба»), город, где погибла его семья. В этой арке раскрывается прошлое героя: на самом деле никакой семьи у Данилы не было. Снова появляется Виктор Зеленин, который не оставляет надежд покончить с Бесобоем и для этого объединяется с Антихристом. Антихрист объявляет Зеленина новым повелителем Ада.

#### Бесобой Vol.2
События продолжаются в следующей серии комикса — «Бесобой Vol.2», выпущенной в рамках инициативы «Второе Дыхание».
Антихрист пытается завладеть троном Ада, используя для этого Виктора Зеленина, дав тому сверхъестественные способности (сюжет «Исход»). Ему противостоят команда Бесобоя и МЧК (магический чрезвычайный комитет по прикладному мистицизму и экзофизике), а также ангел Семиаза, создавший самого Бесобоя (сюжет «Откровения»). Оказывается, что Антихрист и Данила — два Часовых, представляющие собой тьму и свет — две силы, которые должны сойтись в финальной схватке, выжить в которой может только один. Антихрист использует Зеленина для того, чтобы, наконец, стравить легионы и начать войну.
После смерти Кутха некоторые люди получают часть его энергии (перо) и приобретают сверхъестественные способности (кроссовер «Охота на ведьм»). Август ван дер Хольт (антагонист серий «Красная Фурия» и «Союзники») видит в этом угрозу и, заручившись поддержкой ООН, объявляет охоту как на «оперённых», так и на остальных людей, наделённых суперспособностями. Бесобой сталкивается с Хольтом и его людьми, и в разгар боя с ними выпускает могущественную красную энергию. В результате этой вспышки почти вся команда Хольта гибнет (в живых остаются только наёмница Кэйлер и человек по прозвищу Старик, разбирающийся в магии). Павел также получает ранения, несовместимые с жизнью, а Данила исчезает в неизвестном направлении. Яна и Балор отправляются с Павлом в МЧК, чтобы там его вылечили. Тем временем мертвецы, оживлённые Стариком, нападают на дачу Чёрного Пса. Алексей отправляется за оружием, способным уничтожать таких существ и находит его на одном из московских кладбищ (сюжет «В расчёте»). Старик и Кэйлер начинают охоту на Бесобоя (сюжет «Воля мёртвых»). Скрываясь от них, Данила попадает в альтернативное измерение, где встречает славянских божеств, которые в него вселяются. Бесобой сходится в схватке с Кэйлер, ставшей аватаром для духов, которым поклоняется Старик. Бой заканчивается ничьей, а Чёрный Пёс с помощью найденного им ранее оружия освобождает Старика от существа, под чьим влиянием тот находился долгое время. Андрей Радов возвращается на землю из Многомирья с целью уничтожить всю магию (кроссовер «Крестовый поход»; сюжет «Зачистка»). Ему удаётся проникнуть в сознание членов МЧК, в том числе и Павла. Павел набрасывается на Данилу, но Яне и Королеве Гнили удаётся заставить его прийти в себя. Тогда парень отправляется на базу МЧК, где находит нескольких новобранцев, ещё не подключённых к энергии комитета и поэтому сохранивших рассудок. Радов тем временем вынуждает МЧК сражаться против Хольта и «оперённых». Павлу и новобранцам удаётся победить Радова, а Бесобой его убивает, но вместе с тем они уничтожают и МЧК.
Свита Антихриста восстаёт против него самого (сюжет «Бунт»). Цафуран и Москва начинают сливаться воедино. Недопущение подобного было основной миссией МЧК, но теперь уже поздно что-либо менять — здания Цафурана уже обрушиваются на Москву. Слияние измерений позволяет одному из существ — порождений хаоса вырваться наружу. Павлу удаётся остановить чудовище и спасти мир от катастрофы, но сам он в результате погибает (сюжет «Ва-банк»). После смерти друга Данила утверждается в своём решении убить Антихриста и спускается в Ад (сюжет «Смерть и ангел»). Шмыг перерождается в своей изначальной форме, став могущественным демоном Бафометом (сюжет «Война в Аду»). Он убивает Сатану, однако трон Преисподней не может пустовать. Поэтому Бафомет решает отдать трон Даниле — единственному, кто, по его мнению, достоин престола (сюжет «Достоин»).
Раскрывается прошлое Антихриста и Иисуса. Они — части бесконечно повторяющегося цикла, имеющие множество инкарнаций. Всё время повторяется один и тот же сценарий — Бог, осознав сложность своей миссии, создаёт себе в помощь ангелов, а затем и Иисуса. Однако люди, к которым приходит Иисус, отвергают его и лишают жизни. Тогда Антихрист — воплощение тёмной стороны Бога, в качестве возмездия уничтожает мироздание. Такое положение дел всегда мучило Творца, поэтому он сталкивает Часового и Семиазу, чтобы ангел в итоге создал мощнейшее оружие, способное уничтожить даже Бога. Этим оружием является Бесобой. Антихрист, вспомнив обо всех своих воплощениях, просит Данилу прекратить этот цикл, и герой соглашается.

### Основные персонажи
- Данила Бесобой — главный герой комикса, охотник на демонов. По своим воспоминаниям, бывший военный, по вине демонов едва не погибший в Цхинвале во время войны в Грузии и потерявший всю свою семью. На самом деле является Часовым, созданным ангелом Семиазой. В финале серии становится новым Творцом мироздания.
- Шмыг — бес, напарник Бесобоя. Вечно отпускает шутки, сидя у него на плече. В прошлом Шмыг был падшим ангелом по имени Бафомет. В заключительных эпизодах он возвращает себе свою былую силу и облик и убивает Сатану.
- Алексей Рыков / Чёрный Пёс — шаман, мастер, сделавший татуировки Бесобоя, друг Данилы.
- Яна — «курьер», созданный Антихристом — девушка, в которую демоны могут вселяться против её воли. Впоследствии становится ведьмой.
- Балор — кошмар, способный пробираться в сознания своих жертв, бывший кельтский бог. Изначально служил демону Сиерго, затем присоединяется к команде Бесобоя. На протяжении почти всего комикса существует в голове Яны, в конце становится человеком.
- Павел Очередько — бывший солдат, после своей гибели стал членом МЧК. Друг Данилы. Погиб в битве с созданием Хаоса, но был воскрешён Бесобоем в финале комикса.
- Сатана — ангел, восставший против Творца. Правил Преисподней, затем сошёл с ума и был свержен своими же соратниками.
- Семиаза — ангел, создавший Бесобоя. Глава двухсот ангелов Еноха.
- Антихрист — Часовой, отказавшийся от исполнения своей роли, тёмная сторона Творца. Антипод Данилы.

## История создания

### Авторский состав
В 2012 году Bubble Comics под началом Артёма Габрелянова выпустили первые номера четырёх знаковых для издательства серий, одной из который был «Бесобой». Сценаристами линейки стали Артём Габрелянов и Евгений Федотов; впоследствии сценариями занимались также Дмитрий Тихонов и Наталия Девова. Далее за написание сценария «Бесобоя» взялся Алексей Баранов, известный под творческим псевдонимом Алекс Хатчетт. Он работал над серией начиная с марта 2016 года и до конца выхода новых номеров в 2021 году. Первый выпуск, написанный им («Чистая душа») был пробным. От него зависело, кто будет писать комикс дальше: Алекс Хатчетт, только что пришедший в издательство, или Наталия Девова, ранее писавшая сценарий для кроссовера «Инок против Бесобоя». В итоге Девова стала работать над «Экслибриумом», а Хатчетт — над «Бесобоем». Когда зашла речь о гипотетической экранизации комикса, Хатчетт высказал своё мнение, что экранизацию «Бесобоя» лучше делать в формате анимации, а примерный сценарий у него уже имеется в голове. Хатчетт выразил желание сильно изменить историю в ходе экранизации, возможно, составив сюжет из элементов разных арок.
Главным художником оригинального «Бесобоя» выступал Андрей Васин, который занимался комиксами ещё с 90-х годов, иллюстрируя журналы для детей «Арбуз» и «Серёжка». Участвовала и Анастасия Ким, также известная, как Phobs. Помимо этого, Ким была основным художником серии, когда начал выходить «Бесобой Vol.2».

### Разработка персонажей
Я не хотел каждый раз делать историю в духе «Бесобой встречает новый легион и бьёт морду демонам», делать из них своего рода «злодеев месяца». Как-то получалось так, что у нас были всякие кроссоверы, которые тоже отвлекали внимание — например, «Время Ворона», когда мне сказали «знаешь, мы забираем у тебя главного героя, иди гуляй», а я в ответ «ура, у меня четыре выпуска, которые я могу посвятить другим персонажам». Это, на самом деле, роскошь. Редко такое бывает.
Нужно было дальше как-то объяснять структуру — что такое Ад, как он появился и т. д. То есть делать всё то, что не было сделано до этого. И смещение фокуса с главного героя стало осмысленной жертвой, которая превратила его в мифического героя.
Изначально Данила Бесобой задумывался как «суровый герой без лица», поэтому и был придуман Шмыг, который корчил рожицы и вечно шутил, тем самым оттеняя мрачность главного героя. По мере сюжета сам комикс стал меняться, а его главный герой — обретать глубину. Артём Габрелянов комментирует, что «за два года работы „Бесобой“ прошёл путь от простого зубодробительного экшена до мистического триллера с кучей смыслов и подтекстов», а сам Данила из «безликого мстителя <…> превратился в человека с личной трагедией».
По словам Хатчетта, особенно сложности в написании сценария добавляло то, что в Даниле Бесобое находился не абы какой демон, а сам Сатана, и именно это подвигло его на то, чтобы сделать Данилу мифологическим героем. В итоге фокус с Бесобоя был смещён на других персонажей и устройство вселенной, что позволило объяснить структуру мира комикса. Таким образом, в 7-й книге оригинального «Бесобоя» читатель вплотную знакомится с Адом и Дитом, а также существами, их населяющими.
Символика легионов Ада создавалась с использованием геометрических мотивов: так, в одежде бретёров преобладают треугольные орнаменты, а круглые — в нарядах визаров. Образ демонов, которые, за исключением Шмыга, в первых арках комикса были представлены исключительно как антагонисты, меняется с развитием сюжета. К началу перезапуска некоторые из них становятся главными героями, например, бретёры Ярх, Танахия и Бордж. Если Ярх был заявлен ещё в начале истории как глава своего легиона, то Бордж и Танахия появляются намного позже. Они изначально не задумывались, как центральные персонажи. Танахия должна была быть эпизодической противницей Яны, погибающей в поединке с ней и Балором. Но благодаря скетчам Анастасии Ким полюбилась аудитории, а Бордж и вовсе появился из фанатских мини-комиксов. Имя ему тоже досталось случайно: Артём Габрелянов и Роман Котков (главный редактор издательства) придумали его на игровом фестивале по Dota 2. При создании МЧК Хатчетт вдохновлялся Институтом Прикладной Экзофизики из настольной ролевой игры «Эра Водолея»; идея сделать главой организации Феликса Дзержинского принадлежала именно ему. В арке «Воля мёртвых» прослеживается влияние работ Тима Пауэрса. Образ Антихриста пересекается с сюжетом одного из любимых фильмов Алекса, «Розенкранц и Гильденстерн мертвы», в котором герои пытаются «вырваться из предначертанного им автором цикла».
Алекс Хатчетт вспоминает, что на момент прихода в Bubble у него уже был свой заброшенный проект об ангелах Ветхого Завета. Такие персонажи, как Семиаза и Азазель, пришли на страницы «Бесобоя» как раз оттуда. Приблизительный концепт Балора также появился за несколько лет до выхода первого номера комикса и затем был доработан Хатчеттом совместно с Анастасией Ким и Андреем Васиным. Балор был одним из первых противников Бесобоя, который впоследствии должен был стать одним из главных героев. Поэтому образ этого персонажа разрабатывался долго и тщательно, за его созданием следила вся редакция. Согласно Алексу Хатчетту, Балор — это симбиоз образов демона из «Наследства Пибоди» авторства Лавкрафта и Дерлета, и короля фоморов из кельтской мифологии. На первых набросках, сделанных Анастасией Ким, его цвета — чёрный и жёлтый, рассматривался также чёрно-красный вариант; финальный же образ с зелёными глазами придумал Андрей Васин уже в процессе работы над 27-м номером. По словам Ким, визитная карточка морока, жабо из глаз, была вдохновлена коллекцией Александра Маккуина 2011 года, в которой дизайнер использовал скопления бабочек в качестве элементов декора и аксессуаров. Немногим позже Балора появился концепт Яны. Балор и Яна никогда не планировались как соло-персонажи: они должны были предстать перед читателем в связке и идеально дополнять друг друга. Поэтому во «Втором дыхании» они слились в некую общую личность и с одним сознанием и одним телом, хоть и сохранив при этом определённую самостоятельность. Павел Очередько из МЧК задумывался как «персонаж, через которого читатель увидит команду Бесобоя». Был необходим ещё один герой, полностью уравновешивающий её состав. Павел более других был приближен к образу среднестатистического молодого человека, в то же время являясь «ходячим мертвецом» и копией самого Бесобоя в самом начале его пути.

### Дизайн вселенной
Мир «Бесобоя» является творческим переосмыслением Ветхого Завета, и, кроме того, здесь активно задействован сюжет о падении ангелов и превращении их в демонов.
При создании Дита Анастасии Ким, рисовавшей его, не хотелось опираться на стандартные образы «кровавых рек» и «ужасных озёр кипящей кислоты», поэтому она решила «поставить» город около воды — того, что аудитория не будет ожидать увидеть в Преисподней. Дит не планировался особенно мистическим, так как демоны на страницах «Бесобоя» были схожи с людьми, а значит и их быт в целом должен был быть соответствующим. В итоге получилось общество могущественных падших ангелов, вынужденных существовать бок о бок с маленькими мирными жителями в условиях перенаселения и специфики отношений между теми или иными легионами.
Дом «семейства Рыковых» имеет реальный прототип, и находится он в Москве, на улице Космонавта Волкова. Это обычный сталинский дом, зацепивший Анастасию Ким своей живописностью. По словам Ким, если бы она не поселила героев в другое здание некоторое время назад, то они бы с большой вероятностью оказались именно там. Это не единственное реальное место Москвы, появившееся в комиксе. Кроме упомянутого ранее дома, на страницах серии фигурировали Собор Непорочного Зачатия Пресвятой Девы Марии, Здание органов госбезопасности на Лубянке, отель Lotte, сталинские высотки и гостиница «Севастополь», в которой в комиксе расположен проход в Цафуран.

Места Москвы, использованные в «Бесобое»
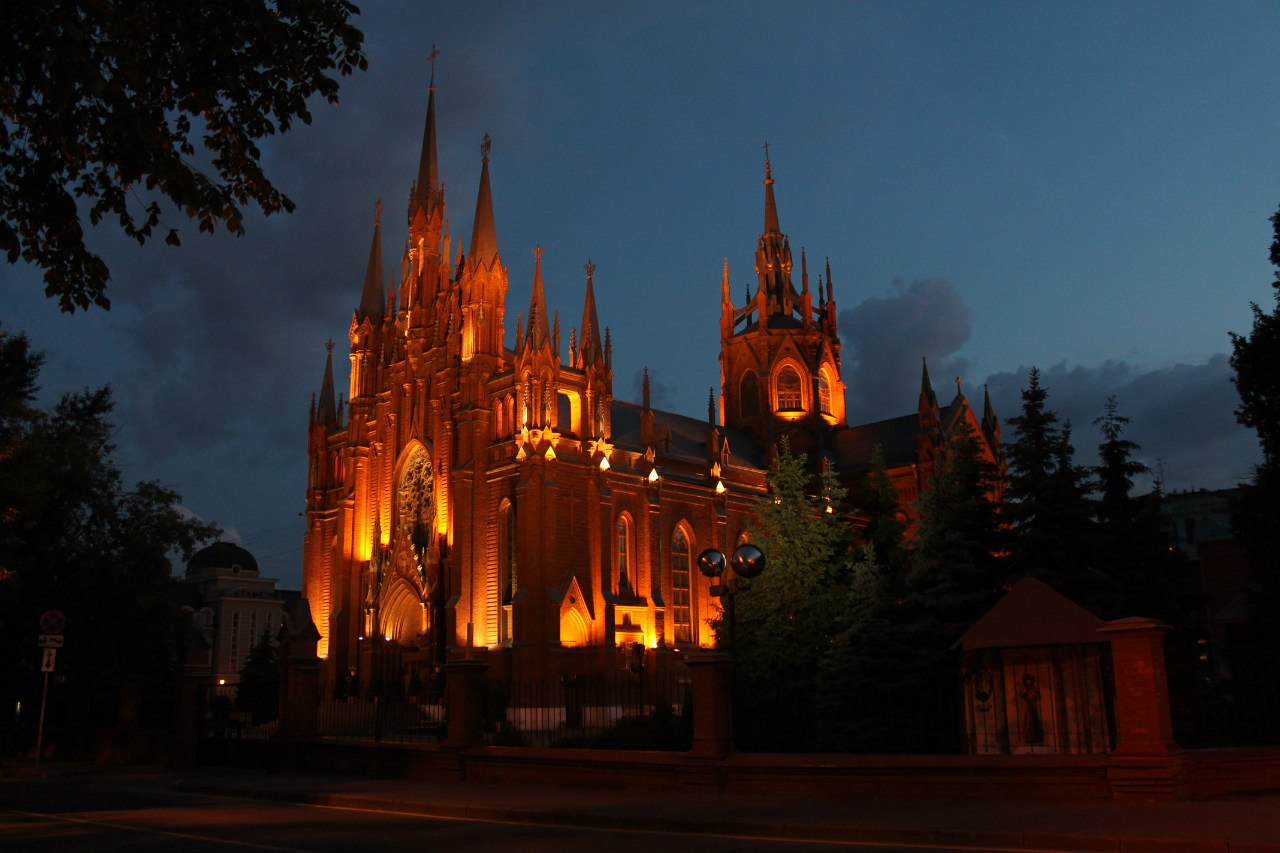
Собор Непорочного Зачатия Пресвятой Девы Марии
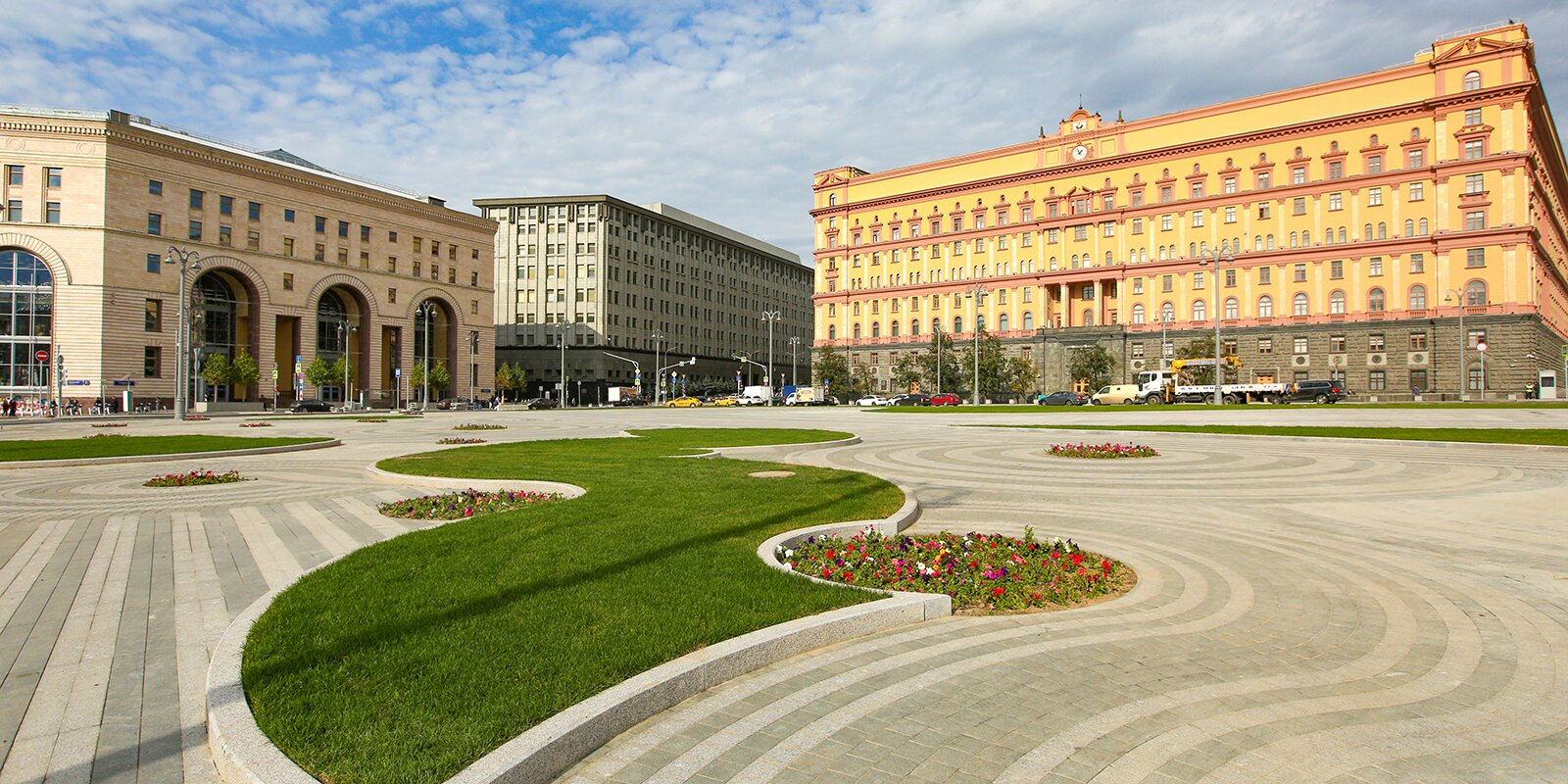
Лубянская площадь
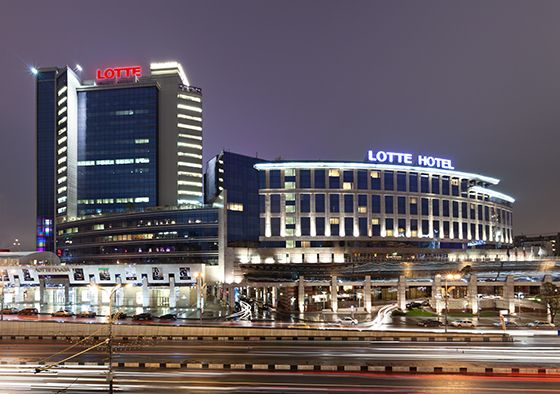
Отель Lotte
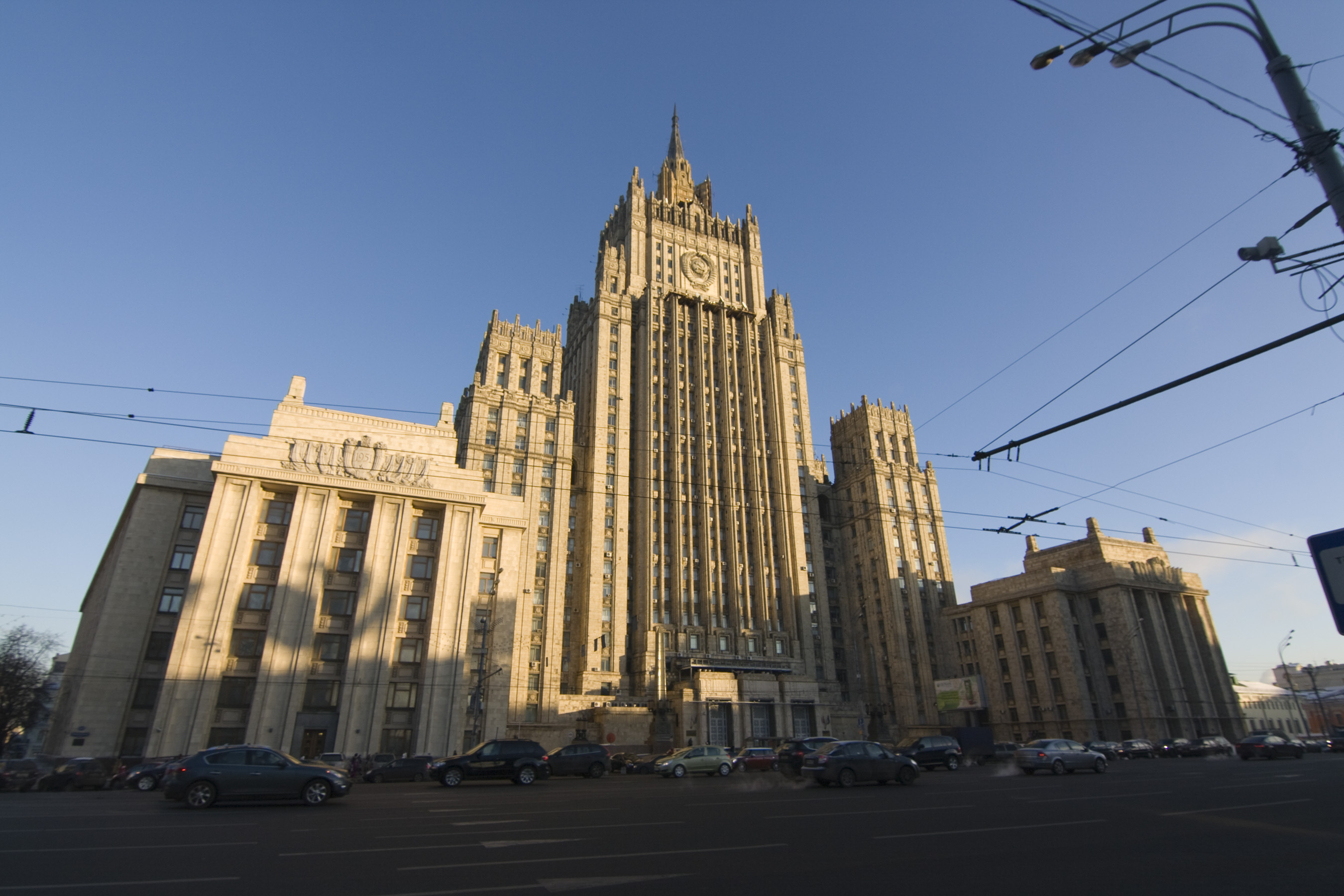
Здание Министерства иностранных дел России
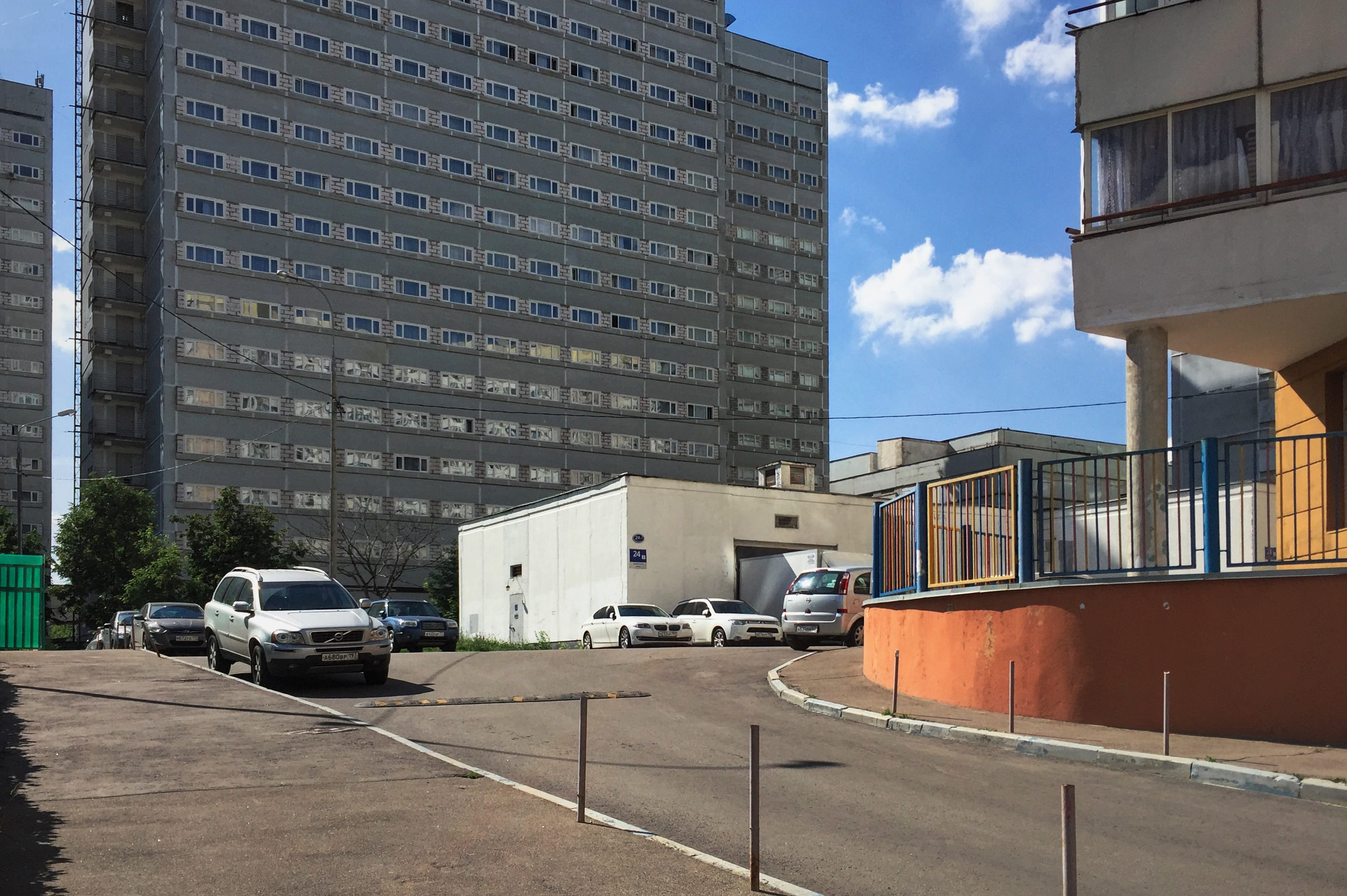
Гостиница «Севастополь»
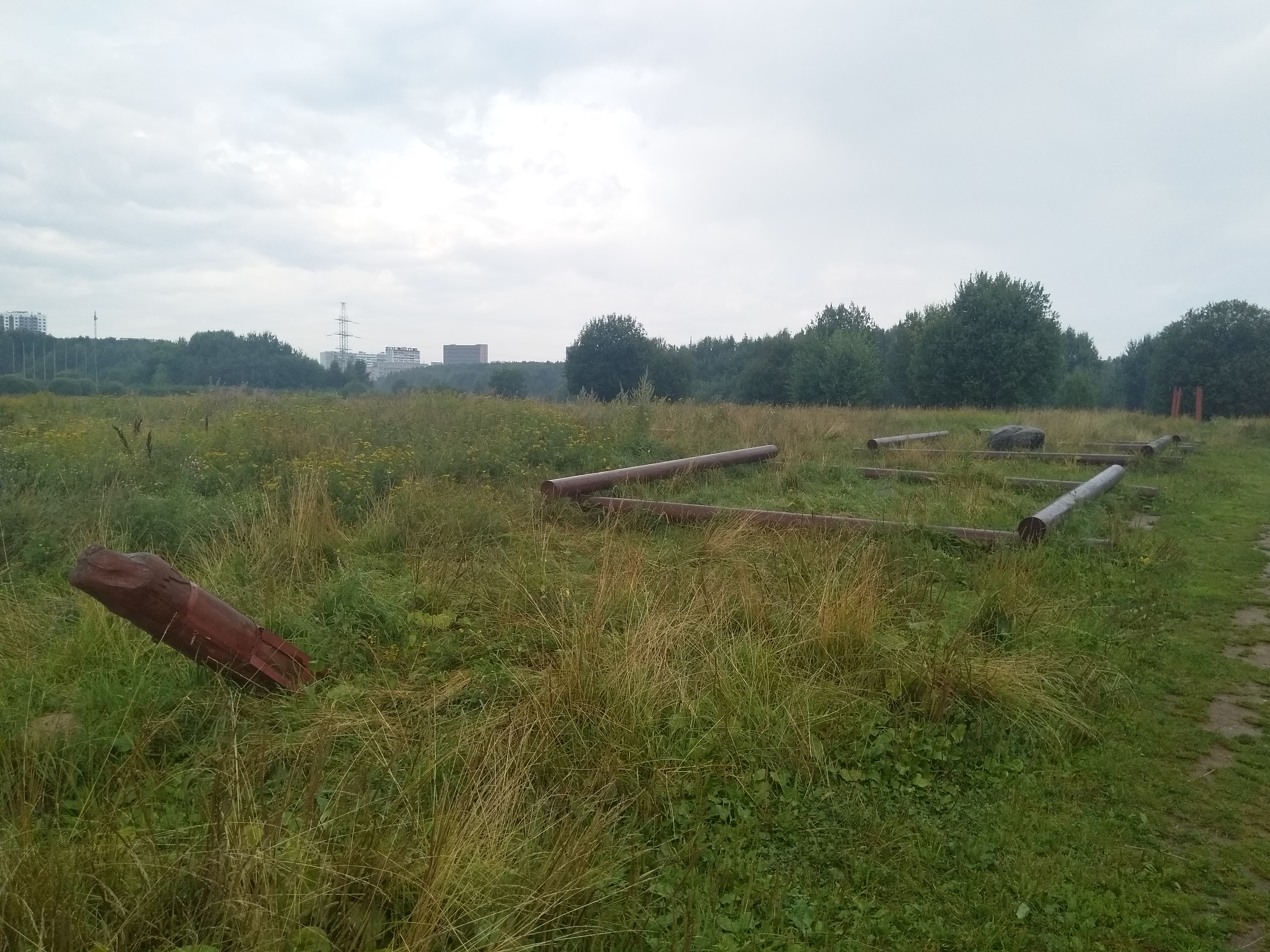
Битцевский парк, Лысая гора

### Издание

Обложка комикса «Бесобой», посвящённая Анне Брусковой (художник — Валентин Поткин)

Изначально номера «Бесобоя», как и других комиксов Bubble, выходивших на тот момент, продавались в газетных киосках, затем они появились на прилавках крупных книжных магазинов, а начиная с 2021 года их можно приобрести в фирменном магазине издательства. На старте продаж серия была самой продаваемой линейкой Bubble. Выпуски оригинального «Бесобоя» выходили ежемесячно каждое 1-е число. До 2019 года синглы выпускались в печатном формате, а далее стали продаваться исключительно в цифровом варианте.
В 2016 году серия была перезапущена — произошла инициатива «Второе дыхание», в ходе которой издательство завершило серии «Майор Гром», «Красная Фурия», «Инок» и «Бесобой» после выхода пятидесятых выпусков, и начало выпускать новые линейки с обновлённой нумерацией, продолжающие события закрытых комиксов. «Бесобой», в отличие от остальных трёх серий, продолжил выходить под старым названием, хоть и претерпел изменения логотипа. «Бесобой Vol.2» был анонсирован на фестивале «Хомякон» в 2016 году, а первый номер увидел свет 20 января 2017 года. Финальный выпуск «Бесобоя» был посвящён памяти одной из преданных поклонниц серии Анне Брусковой. Анна была одним из редакторов «Лаборатории фантастики» и занималась написанием дайджестов по комиксам; она ушла из жизни 31 декабря 2020 года. Сотый номер был издан в двух вариантах: с основной обложкой и с обложкой, посвящённой Анне Брусковой, вся прибыль с которого была направлена семье умершей.
За время выпуска серии вышло четыре кроссовера, события которых тесно переплетаются с сюжетом «Бесобоя». Первый из них, «Инок против Бесобоя», был полностью опубликован в марте 2015 года и стал первым кроссовером издательства. Книга является третьим томом серии и включает в себя номера с 15-го по 17-й. За ней последовало глобальное событие «Время Ворона», которое было анонсировано на «Старконе» в Санкт-Петербурге в июне 2015 года. С выходом «Времени Ворона» связано создание первого тизера, сделанного Bubble Studios (киноподразделение Bubble Comics), режиссёром которого стал Владимир Беседин, впоследствии занимавшийся короткометражным фильмом «Майор Гром». Презентация кроссовера прошла в 2016 году на Comic-Con Russia; на тот момент это была самая объёмная книга издательства. В рамках «Времени Ворона» вышли 38-41 выпуски «Бесобоя». 15-й номер серии «Бесобой Vol. 2» был приурочен к событию «Охота на ведьм» 2018 года, а номера 24-28 — к «Крестовому походу» .
В 2018—2019 годах издательство выпустило отдельные комиксы о некоторых персонажах оригинальной линейки в рамках серии «Легенды Bubble». Так, на данный момент выпущены книги «Чёрный Пёс. Своё время», «Ярх. Шаг вперёд» и «Балор и Яна: Ловец снов». Помимо этого, был выпущен также новогодний спецвыпуск-кроссовер с «Мироходцами» — «Бесобой и Мироходцы. Новая жизнь». В нём Данила встречает Андрея Радова, главного героя «Инока» и «Мироходцев» в реально существовавшем английском пабе «Альбион», который находился на Манежной площади в Москве.
В 2020 году воронежская пивоварня «Brewlok» вместе с «Bubble» выпустила два сорта пива по мотивам комикса.

## Рецензии
Первые выпуски комикса получили смешанные отзывы критиков. Обозреватели «Тесеры» и Spidermedia, рассматривая первые выпуски, ругали концепт самого героя, излишний пафос и довольно типичный сюжет, однако выражали надежду, что впоследствии качество комиксов Bubble возрастёт. Николай Филончик (Geekster), читая первые номера серии, был приятно удивлён тем, что, взяв в руки комикс за 30 рублей (на момент 2012 года) можно получить необычную историю, полную ярких красок и действий. Согласно его статье, на старте «Бесобой» не был лишён огрех, но эта ситуация исправилась уже во втором и особенно третьем выпусках, когда сценаристы дали аудитории «чуть больше пищи для ума». Со временем мнение рецензентов изменилось в гораздо лучшую сторону. Очень многие из них впоследствии хвалили интересных и проработанных персонажей, продуманные концепты Ада и демонов, а также вселенной серии в общем. Так, например, критики ресурса Spidermedia, публикующиеся под никами Derden (Евгений Кольчугин) и Redson (Евгений Еронин) в своём отзыве отметили существенный рост качества сценария со временем. Они положительно высказались о возросшей «плотности повествования» (среднее количество кадров на одной странице «Бесобоя» со временем увеличилось). А также о работе художников и колористов, «которые не увлекаются имитацией западных кумиров, а просто выдают качественный мейнстрим». В другой своей статье, посвящённой «Бесобою», Евгений Кольчугин очень положительно отзывался о рисунке и построении кадра Андея Васина. Об идее комикса, по его словам, очень живучей и коммерчески выверенной, а также о сеттинге и лоре. Из минусов критик выделил недостаточную эмоциональность флешбэка о семье Данилы в первых выпусках и отсутствие различий между речью людей и демонов. Алексей Замский, обозревая выпуски 25-30 «Бесобоя», счёл их визуально интересными, однако вторичными, а мифологию комикса счёл на тот момент «нагромождением ничего не значащих слов и названий, большая часть из которых не стала понятнее и нужнее к тридцатому номеру». Несмотря на критику, Замский поставил им хорошую оценку — «Добро».
Александр Талашин (Котонавты) в своей рецензии писал, что рисовка «задаёт комиксу очень высокую планку качества, выделяя его среди других серий». По мнению Талашина, «Бесобой Vol.2» повзрослел и учёл ошибки прошлого. Лилия Морошкина (Geekcity) похвалила комикс за «оригинальный, постоянно расширяющийся мир вокруг героев», а также за рисунок Анастасии Ким, которая много работала над созданием мира демонов, и за оригинальное переосмысление сюжетов Ветхого Завета, хотя и заметила, что разобраться во всех сюжетных хитросплетениях порой бывает трудно. Подводя итоги, Морошкина назвала «Бесобой» «одним из самых, если не самым достойным комиксом издательства». В этом мнении с ней сходится Юрий Коломенский, автор рубрики Bubble Gum на Spidermedia, порекомендовавший «Бесобоя» своей аудитории «просто потому что именно эта серия является лучшим российским комиксом». Коломенский положительно отозвался о динамичности сюжета и работе Алекса Хатчетта, похвалив сценариста за то, что он не боится вводить новых персонажей и закручивать сюжет вокруг них. Арка «Падение» была названа безупречно выполненной концептуально. Также ему понравилось, что сюжет комикса после перезапуска не был развёрнут на 180 градусов и серия осталась узнаваемой для читателя, при этом претерпев существенные улучшения по сравнению с первыми номерами. Особенно высоко критик оценил рисунок Эрика Брагаляна. Вместе с тем Коломенский добавил, что самого главного героя в «Бесобой Vol.2» оказалось очень мало.
Денису Варкову с сайта «Канобу» понравилась идея Алекса Хатчетта «показать, что демоны тоже хотят жить и имеют право на жизнь». А также то, что сценаристу удалось вписать всех персонажей в вымышленную вселенную так, что они смотрятся там органично. Но самого Данилу он счёл невзрачным персонажем, в отличие от его окружения. Самой успешной аркой Варков назвал «Падение». Evgen (Geekfan) в своём отзыве написал о некоторой стилистической неоднородности рисунка, однако также отметил органичность образа главного героя и динамичное оформление экшена. Рецензенты с сайта Wicomix назвали сюжет и идею выпуска «Друг» лучшим, что случалось в рамках «Бесобоя»; персонажи, составляющие «странную, мистическую, немного сумасшедшую Вселенную» серии показались им интереснее главного героя. Этой точки зрения также придерживается Арсений Крымов, рецензент «Мира фантастики». По мнению критика, сам Бесобой, которого он сравнил со Спауном и Карателем, является наименее интересным персонажем, в то время как окружающий Данилу мир гораздо более занимателен и наполнен множеством любопытнейших героев. Хорошо прописанное устройство Ада также оценили на Redrumers, выразив при этом желание, чтобы в комиксе сначала представили Преисподнюю с её обитателями, а потом уже протагониста. Согласно статье на Geekpost, в комиксе есть достаточно интересных моментов (в том числе и визуальная составляющая), которые стимулируют продолжать знакомство с героем, а написанный авторами текст интригует и не даёт заскучать. Журнал Elle Girl выразил надежду на то, что «Бесобой» однажды будет экранизирован. О «Бесобое» писали и иностранные критики. Британский сценарист Энтони Джонстон, автор комикса The Fuse, высказал мнение о том, что серия могла бы стать популярной в Америке, поскольку там любят фэнтезийное насилие, а другой комиксист, Робин Энрико, отметил профессионализм создателей, хотя и оговорился, что мейнстримные комиксы, коим «Бесобой» и является, — не его.

## Экранизация
19 сентября 2024 года на презентации стримингового сервиса «Кинопоиск» Bubble Studios и «Плюс Студия» объявили о создании сразу двух экранизаций комикса «Бесобой»: первая часть, которая должна выйти в 2026 году, и сиквел, намеченный на 2028 год.

### Бесобой
- Габрелянов, Артём; Федотов, Евгений. Имя ему Бесобой. — Bubble Comics, 2014. — Т. 1 (№ 1—7). — 232 с. — (Бесобой). — ISBN 978-5-9905844-0-2.
- Габрелянов, Артём; Федотов, Евгений. Лицо зверя. — Bubble Comics, 2014. — Т. 2 (№ 8—14). — 272 с. — (Бесобой). — ISBN 978-5-9905844-4-0.
- Габрелянов, Артём; Федотов, Евгений; Девова, Наталия. Инок против Бесобоя. — Bubble Comics, 2015. — (№ 15—17). — 302 с. — (Инок против Бесобоя). — ISBN 978-5-9906506-0-2.
- Федотов, Евгений; Тихонов, Дмитрий. Три сестры. — Bubble Comics, 2015. — Т. 3 (№ 18—22). — 196 с. — (Бесобой). — ISBN 978-5-9906506-8-8.
- Федотов, Евгений; Девова, Наталия; Хатчетт, Алекс. Балор. — Bubble Comics, 2015. — Т. 4 (№ 23—27). — 212 с. — (Бесобой). — ISBN 978-5-9907068-5-9.
- Хатчетт, Алекс. Метро. — Bubble Comics, 2016. — Т. 5 (№ 28—33). — 196 с. — (Бесобой). — ISBN 978-5-9907605-0-9.
- Хатчетт, Алекс. Стая. — Bubble Comics, 2016. — Т. 6 (№ 34—37). — 146 с. — (Бесобой). — ISBN 978-5-9907605-8-5.
- Хатчетт, Алекс. Жертвы обстоятельств. — Bubble Comics, 2016. — Т. 7 (№ 38—42). — 244 с. — (Бесобой). — ISBN 978-5-9908270-7-3.
- Хатчетт, Алекс. Гончие Ада. — Bubble Comics, 2016. — Т. 8 (№ 43—46). — 162 с. — (Бесобой). — ISBN 978-5-9908709-4-9.
- Хатчетт, Алекс. Чъреба. — Bubble Comics, 2017. — Т. 9 (№ 47—50). — 158 с. — (Бесобой). — ISBN 978-5-9500084-2-9.

### Бесобой Vol.2
- Хатчетт, Алекс. Исход. — Bubble Comics, 2018. — Т. 1 (№ 1—5). — 208 с. — (Бесобой Vol.2). — ISBN 978-5-9500621-2-4.
- Хатчетт, Алекс. Падение. — Bubble Comics, 2018. — Т. 2 (№ 6—10). — 156 с. — (Бесобой Vol.2). — ISBN 978-5-9500622-4-7.
- Хатчетт, Алекс. Откровения. — Bubble Comics, 2018. — Т. 3 (№ 11—14). — 118 с. — (Бесобой Vol.2). — ISBN 978-5-604-15102-0.
- Охота на ведьм. – Bubble Comics, 2018. – (Номер 15).
- Хатчетт, Алекс. В расчёте. — Bubble Comics, 2019. — Т. 4 (№ 16—19). — 138 с. — (Бесобой Vol.2). — ISBN 978-5-604-15114-3.
- Хатчетт, Алекс. Воля мёртвых. — Bubble Comics, 2019. — Т. 5 (№ 20—23). — 118 с. — (Бесобой Vol.2). — ISBN 978-5-604-27260-2.
- Хатчетт, Алекс. Зачистка. — Bubble Comics, 2019. — Т. 6 (№ 24—28). — 138 с. — (Бесобой Vol.2). — ISBN 978-5-604-27245-9.
- Хатчетт, Алекс. Бунт. — Bubble Comics, 2020. — Т. 7 (№ 29—32). — 116 с. — (Бесобой Vol.2). — ISBN 978-5-604-27259-6.
- Хатчетт, Алекс. Ва-банк. — Bubble Comics, 2020. — Т. 8 (№ 33—38). — 158 с. — (Бесобой Vol.2). — ISBN 978-5-604-43137-5.
- Хатчетт, Алекс. Смерть и ангел. — Bubble Comics, 2021. — Т. 9 (№ 39—42). — 112 с. — Бесобой Vol.2). — ISBN 978-5-604-43133-7.
- Хатчетт, Алекс. Война в Аду. — Bubble Comics, 2021. — Т. 10 (№ 43—46). — 122 с. — (Бесобой Vol.2). — ISBN 978-5-604-43135-1.